# Muzeum Mydła i Historii Brudu w Bydgoszczy
Muzeum Mydła i Historii Brudu w Bydgoszczy – prywatne muzeum w Bydgoszczy prezentujące eksponaty i akcesoria związane z utrzymywaniem higieny przez człowieka, a w szczególności historię produkcji i używania mydła.
W 2013 roku muzeum otrzymało nominację do 7 nowych Cudów Polski przez miesięcznik National Geographic Traveler. W 2015 roku miesięcznik ten ulokował muzeum na pierwszym miejscu wśród pięciu najciekawszych muzeów w Polsce. Polska Organizacja Turystyczna przyznała placówce certyfikat "Najlepszego Produktu Turystycznego 2017 roku".

## Lokalizacja
Muzeum mieści się w trzech kamienicach położonych w północnej pierzei ulicy Długiej, na terenie Starego Miasta w Bydgoszczy.

## Historia
Placówka została otwarta 1 września 2012 roku z inicjatywy Darii Kieraszewicz i Adama Bujnego. Nawiązuje ona do tradycji przemysłu chemicznego w Bydgoszczy, rozwiniętego w XIX wieku, w tym produkcji mydła, eksportowanego stąd do wielu krajów Europy. Frekwencja zwiedzających, sięgająca 45 tys. osób rocznie, z powodu pandemii COVID-19 w 2020 spadła do 20 tys. osób.

## Charakterystyka
Muzeum przedstawia historię brudu i higieny od czasów starożytnych po współczesność. Uchodzi za jedną z nielicznych tego typu placówek w Europie.
W muzeum można zobaczyć m.in. średniowieczną łaźnię, XIX-wieczny pokój kąpielowy, urządzenia służące do mycia i kąpieli (m.in. pierwszą przenośną ubikację czy pierwowzór prysznica), żeliwne wanny z XIX wieku, szczotki z końskiego włosia do szorowania ciała, maglownice, pralki, suszarki oraz bogatą kolekcję mydeł z różnych zakątków świata i Europy i form do ich produkcji. Dostępne są również dokumenty dotyczące metod i rytuałów higienicznych oraz przedwojenne reklamy środków czystości. Eksponatów można dotknąć, powąchać, a niektóre nawet kupić.
Placówka aspiruje do miana żywego muzeum, w którym można samemu tworzyć kompozycje mydeł w ramach warsztatów Obwoźnej Pracowni Mydła oraz na miejscu w zaimprowizowanym laboratorium. Warsztaty obejmują opowieści o historii higieny, produkcji i używania środków czystości oraz wykonanie własnego mydła w oryginalnej formie i kolorze, z indywidualnie dobranymi dodatkami, solami i zapachami.